# 点 (时间)
點，中國現代和古代的時間單位。

## 古代
點或籌，是以更為基礎的再細分的計時單位。

### 定義
一更合五點，古时一点合现在24分钟，例如古代人说三更两点就是指子時两點，即夜间11点48分。

### 用途

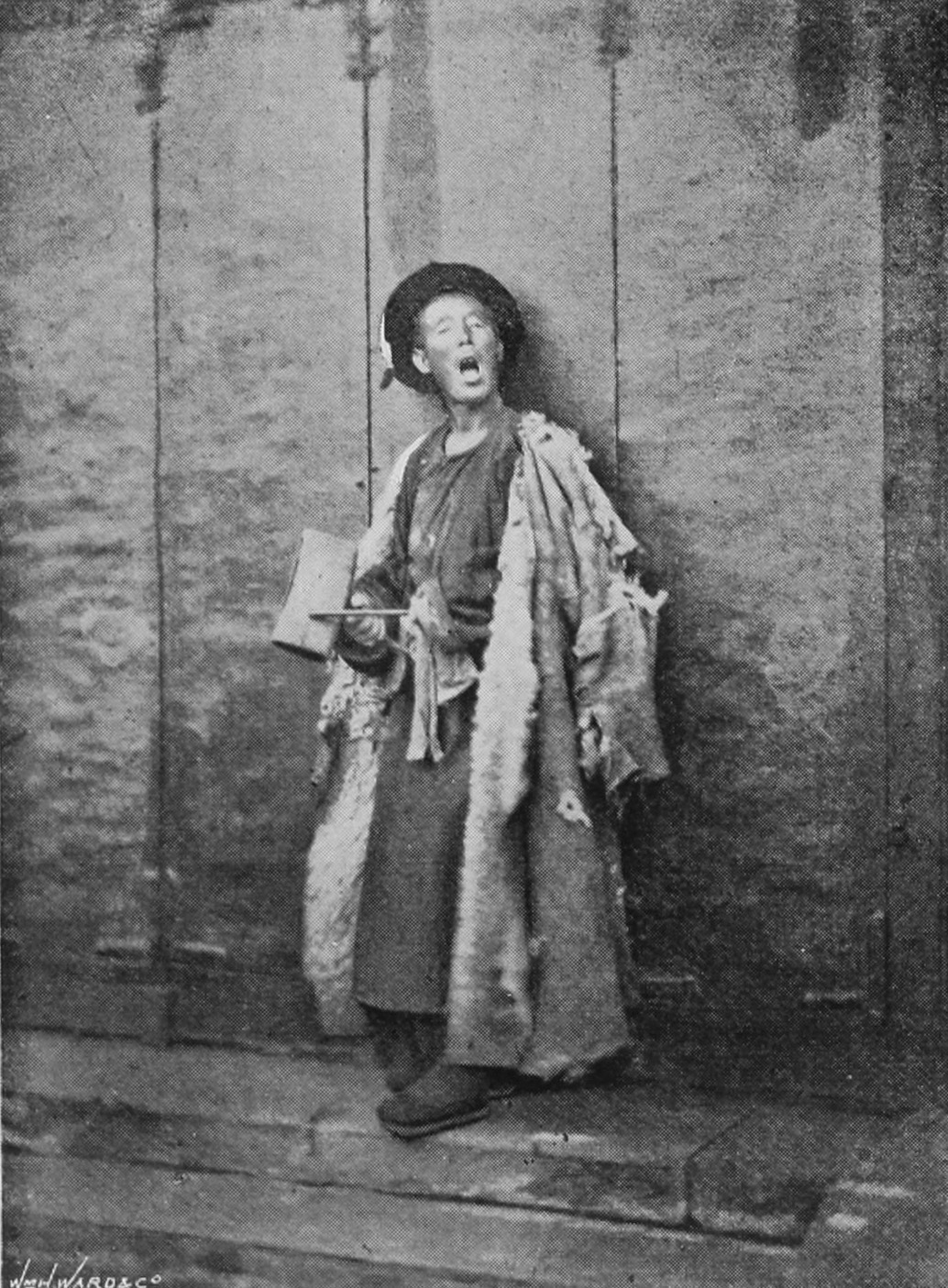
更夫，1871年到1872年间拍摄

古代打更報時，使人民知道晚上的時間。而更夫的在一更的報時次數是有規定的，具體是每點報更一次，一更內報更四次。
當由一更四點轉到二更時，便會報上現時的更數，稱轉更。

## 現代
現代漢語中，時又稱點，即公制60分鐘。
粵語使用地區的人一般都使用點作為時的稱呼。

### 時間點與時間段
需要注意的是，點（時間點，時刻）可以代替時，但小時（時間段，時段）在現代漢語中沒有替代用詞。
小時在粵語則使用鐘，搭配量詞個使用。粵語所指的兩個鐘，或兩個鐘頭，即二小時。
在英語中，“時刻”用 o'clock，“時段”以 hour 表示；但前者只用在整點，且常省略，或以 a.m./p.m. 取代。

## 資料來源
1. ↑  .   [2013-02-24]. （原始内容存档于2019-05-02）. 1更=夜漏刻/5，1籌=夜漏刻/25．1籌即一點，亦稱一唱、一鼓等。
2. ↑  .   [2011-06-13]. （原始内容存档于2016-03-11）.